# Campeonato Mundial de Handebol Feminino de 2005
O Campeonato Mundial de Handebol Feminino de 2005 foi a 17ª edição do Campeonato Mundial de Handebol Feminino. Foi disputado em São Petersburgo na Rússia, de 5 a 18 de dezembro de 2005, organizado pela Federação Internacional de Handebol (IHF) e pela Federação Russa de Handebol.

## Equipes participantes
| Grupo A       | Grupo B       | Grupo C         | Grupo D            |
| ------------- | ------------- | --------------- | ------------------ |
| China         | Angola        | Alemanha        | Argentina          |
| Croácia       | Austrália     | Áustria         | Camarões           |
| Japão         | Coreia do Sul | Brasil          | França             |
| Países Baixos | Eslovênia     | Costa do Marfim | Macedônia do Norte |
| Rússia        | Hungria       | Dinamarca       | Roménia            |
| Uruguai       | Noruega       | Polónia         | Ucrânia            |

## Fase preliminar

### Grupo A
| Time          | P | V | E | D | GP  | GC  | SG   | Pts |
| ------------- | - | - | - | - | --- | --- | ---- | --- |
| Rússia        | 5 | 5 | 0 | 0 | 176 | 110 | +66  | 10  |
| Países Baixos | 5 | 4 | 0 | 1 | 145 | 123 | +22  | 8   |
| Croácia       | 5 | 3 | 0 | 2 | 165 | 126 | +39  | 6   |
| China         | 5 | 2 | 0 | 3 | 154 | 146 | +8   | 4   |
| Japão         | 5 | 1 | 0 | 4 | 152 | 155 | -3   | 2   |
| Uruguai       | 5 | 0 | 0 | 5 | 73  | 205 | -132 | 0   |

- Encontros disputados

| Data     | Hora¹ | Partida       | Partida | Partida       | Resultado |
| -------- | ----- | ------------- | ------- | ------------- | --------- |
| 05.12.05 | 16:00 | Países Baixos | -       | Croácia       | 29 - 27   |
| 05.12.05 | 19:00 | Rússia        | -       | Uruguai       | 43 - 16   |
| 05.12.05 | 21:00 | Japão         | -       | China         | 27 - 33   |
| 06.12.05 | 17:00 | Uruguai       | -       | Países Baixos | 8 - 29    |
| 06.12.05 | 19:00 | China         | -       | Rússia        | 20 - 36   |
| 06.12.05 | 21:00 | Croácia       | -       | Japão         | 31 - 30   |
| 07.12.05 | 17:00 | Japão         | -       | Uruguai       | 44 - 22   |
| 07.12.05 | 19:00 | Rússia        | -       | Países Baixos | 34 - 22   |
| 07.12.05 | 21:00 | China         | -       | Croácia       | 29 - 35   |
| 09.12.05 | 17:00 | Países Baixos | -       | Japão         | 35 - 27   |
| 09.12.05 | 19:00 | Rússia        | -       | Croácia       | 29 - 28   |
| 09.12.05 | 21:00 | Uruguai       | -       | China         | 18 - 45   |
| 10.12.05 | 17:00 | Países Baixos | -       | China         | 30 - 27   |
| 10.12.05 | 19:00 | Japão         | -       | Rússia        | 24 - 34   |
| 10.12.05 | 21:00 | Croácia       | -       | Uruguai       | 44 - 9    |

- (¹) -  Hora local de São Petersburgo (UTC +3)

### Grupo B
| Time          | P | V | E | D | GP  | GC  | SG   | Pts |
| ------------- | - | - | - | - | --- | --- | ---- | --- |
| Hungria       | 5 | 4 | 1 | 0 | 180 | 113 | +67  | 9   |
| Coreia do Sul | 5 | 3 | 0 | 2 | 173 | 155 | +18  | 6   |
| Noruega       | 5 | 3 | 0 | 2 | 155 | 112 | +43  | 6   |
| Eslovênia     | 5 | 2 | 1 | 2 | 159 | 132 | +27  | 5   |
| Angola        | 5 | 2 | 0 | 3 | 167 | 140 | +27  | 4   |
| Austrália     | 5 | 0 | 0 | 5 | 54  | 236 | -182 | 0   |

- Encontros disputados

| Data     | Hora¹ | Partida       | Partida | Partida       | Resultado |
| -------- | ----- | ------------- | ------- | ------------- | --------- |
| 05.12.05 | 17:00 | Hungria       | -       | Austrália     | 57 - 9    |
| 05.12.05 | 19:00 | Eslovênia     | -       | Coreia do Sul | 42 - 35   |
| 05.12.05 | 21:10 | Noruega       | -       | Angola        | 36 - 30   |
| 06.12.05 | 17:00 | Austrália     | -       | Eslovênia     | 13 - 41   |
| 06.12.05 | 19:00 | Angola        | -       | Hungria       | 30 - 34   |
| 06.12.05 | 21:00 | Coreia do Sul | -       | Noruega       | 30 - 25   |
| 07.12.05 | 17:00 | Hungria       | -       | Eslovênia     | 27 - 27   |
| 07.12.05 | 19:00 | Angola        | -       | Coreia do Sul | 32 - 35   |
| 07.12.05 | 21:10 | Noruega       | -       | Austrália     | 47 - 10   |
| 09.12.05 | 17:00 | Austrália     | -       | Angola        | 8 - 47    |
| 09.12.05 | 19:00 | Hungria       | -       | Coreia do Sul | 42 - 29   |
| 09.12.05 | 21:10 | Eslovênia     | -       | Noruega       | 22 - 29   |
| 10.12.05 | 17:00 | Coreia do Sul | -       | Austrália     | 44 - 14   |
| 10.12.05 | 19:00 | Eslovênia     | -       | Angola        | 27 - 28   |
| 10.12.05 | 21:10 | Noruega       | -       | Hungria       | 18 - 20   |

- (¹) - Hora local de São Petersburgo (UTC +3)

### Grupo C
| Time            | P | V | E | D | GP  | GC  | SG  | Pts |
| --------------- | - | - | - | - | --- | --- | --- | --- |
| Dinamarca       | 5 | 4 | 0 | 1 | 168 | 139 | +29 | 8   |
| Alemanha        | 5 | 4 | 0 | 1 | 165 | 123 | +42 | 8   |
| Brasil          | 5 | 3 | 0 | 2 | 146 | 149 | -3  | 6   |
| Áustria         | 5 | 3 | 0 | 2 | 158 | 147 | +11 | 6   |
| Polónia         | 5 | 1 | 0 | 4 | 136 | 154 | -18 | 2   |
| Costa do Marfim | 5 | 0 | 0 | 5 | 118 | 179 | -61 | 0   |

- Encontros disputados

| Data     | Hora¹ | Partida         | Partida | Partida         | Resultado |
| -------- | ----- | --------------- | ------- | --------------- | --------- |
| 05.12.05 | 16:00 | Áustria         | -       | Costa do Marfim | 32 - 21   |
| 05.12.05 | 19:00 | Polónia         | -       | Alemanha        | 21 - 33   |
| 05.12.05 | 21:00 | Dinamarca       | -       | Brasil          | 31 - 22   |
| 06.12.05 | 17:00 | Brasil          | -       | Polónia         | 34 - 31   |
| 06.12.05 | 19:00 | Alemanha        | -       | Áustria         | 34 - 27   |
| 06.12.05 | 21:00 | Costa do Marfim | -       | Dinamarca       | 21 - 42   |
| 07.12.05 | 17:00 | Polónia         | -       | Áustria         | 25 - 28   |
| 07.12.05 | 19:00 | Brasil          | -       | Costa do Marfim | 34 - 26   |
| 07.12.05 | 21:00 | Dinamarca       | -       | Alemanha        | 27 - 26   |
| 09.12.05 | 17:00 | Polónia         | -       | Costa do Marfim | 31 - 26   |
| 09.12.05 | 19:00 | Alemanha        | -       | Brasil          | 32 - 24   |
| 09.12.05 | 21:00 | Áustria         | -       | Dinamarca       | 42 - 35   |
| 10.12.05 | 17:00 | Áustria         | -       | Brasil          | 29 - 32   |
| 10.12.05 | 19:00 | Costa do Marfim | -       | Alemanha        | 24 - 40   |
| 10.12.05 | 21:00 | Dinamarca       | -       | Polónia         | 33 - 28   |

- (¹) - Hora local de São Petersburgo (UTC +3)

### Grupo D
| Time               | P | V | E | D | GP  | GC  | SG  | Pts |
| ------------------ | - | - | - | - | --- | --- | --- | --- |
| Roménia            | 5 | 5 | 0 | 0 | 168 | 109 | +59 | 10  |
| Ucrânia            | 5 | 3 | 1 | 1 | 156 | 126 | +30 | 7   |
| França             | 5 | 3 | 0 | 2 | 144 | 110 | +34 | 6   |
| Macedônia do Norte | 5 | 2 | 1 | 2 | 149 | 122 | +27 | 5   |
| Argentina          | 5 | 1 | 0 | 4 | 79  | 150 | -71 | 2   |
| Camarões           | 5 | 0 | 0 | 5 | 103 | 182 | -79 | 0   |

- Encontros disputados

| Data     | Hora¹ | Partida            | Partida | Partida            | Resultado |
| -------- | ----- | ------------------ | ------- | ------------------ | --------- |
| 05.12.05 | 16:30 | Ucrânia            | -       | Camarões           | 34 - 23   |
| 05.12.05 | 18:30 | Roménia            | -       | Argentina          | 31 - 15   |
| 05.12.05 | 20:30 | França             | -       | Macedônia do Norte | 25 - 22   |
| 06.12.05 | 16:30 | Camarões           | -       | Roménia            | 19 - 50   |
| 06.12.05 | 18:30 | Macedônia do Norte | -       | Ucrânia            | 29 - 29   |
| 06.12.05 | 20:30 | Argentina          | -       | França             | 11 - 33   |
| 07.12.05 | 17:00 | Ucrânia            | -       | Roménia            | 27 - 30   |
| 07.12.05 | 19:00 | Macedônia do Norte | -       | Argentina          | 32 - 15   |
| 07.12.05 | 21:00 | França             | -       | Camarões           | 33 - 17   |
| 09.12.05 | 17:00 | Camarões           | -       | Macedônia do Norte | 22 - 44   |
| 09.12.05 | 19:00 | Ucrânia            | -       | Argentina          | 34 - 17   |
| 09.12.05 | 21:00 | Roménia            | -       | França             | 28 - 26   |
| 10.12.05 | 17:00 | Argentina          | -       | Camarões           | 21 - 20   |
| 10.12.05 | 19:00 | Roménia            | -       | Macedônia do Norte | 29 - 22   |
| 10.12.05 | 21:00 | França             | -       | Ucrânia            | 27 - 32   |

- (¹) - Hora local de São Petersburgo (UTC +3)

## Segunda fase

### Grupo 1
| Time          | P | V | E | D | GP  | GC  | SG  | Pts |
| ------------- | - | - | - | - | --- | --- | --- | --- |
| Rússia        | 5 | 5 | 0 | 0 | 156 | 132 | +24 | 10  |
| Hungria       | 5 | 4 | 0 | 1 | 159 | 138 | +21 | 8   |
| Países Baixos | 5 | 2 | 1 | 2 | 140 | 154 | -14 | 5   |
| Coreia do Sul | 5 | 2 | 0 | 3 | 150 | 162 | -12 | 4   |
| Noruega       | 5 | 1 | 1 | 3 | 132 | 131 | +1  | 3   |
| Croácia       | 5 | 0 | 0 | 5 | 140 | 160 | -20 | 0   |

- Encontros disputados

| Data     | Hora¹ | Partida       | Partida | Partida       | Resultado |
| -------- | ----- | ------------- | ------- | ------------- | --------- |
| 12.12.05 | 17:00 | Croácia       | -       | Hungria       | 26 - 27   |
| 12.12.05 | 19:00 | Rússia        | -       | Coreia do Sul | 32 - 27   |
| 12.12.05 | 21:10 | Países Baixos | -       | Noruega       | 30 - 30   |
| 13.12.05 | 17:00 | Coreia do Sul | -       | Croácia       | 38 - 34   |
| 13.12.05 | 19:00 | Hungria       | -       | Países Baixos | 37 - 30   |
| 13.12.05 | 21:10 | Noruega       | -       | Rússia        | 22 - 26   |
| 15.12.05 | 17:00 | Países Baixos | -       | Coreia do Sul | 29 - 26   |
| 15.12.05 | 19:00 | Rússia        | -       | Hungria       | 35 - 33   |
| 15.12.05 | 21:10 | Croácia       | -       | Noruega       | 25 - 37   |

- (¹) -  Hora local de São Petersburgo (UTC +3)

### Grupo 2
| Time      | P | V | E | D | GP  | GC  | SG  | Pts |
| --------- | - | - | - | - | --- | --- | --- | --- |
| Roménia   | 5 | 5 | 0 | 0 | 163 | 141 | +22 | 10  |
| Dinamarca | 5 | 3 | 1 | 1 | 137 | 128 | +9  | 7   |
| Alemanha  | 5 | 3 | 0 | 2 | 145 | 140 | +5  | 6   |
| Brasil    | 5 | 2 | 0 | 3 | 147 | 153 | -6  | 4   |
| Ucrânia   | 5 | 1 | 1 | 3 | 145 | 147 | -2  | 3   |
| França    | 5 | 0 | 0 | 5 | 121 | 149 | -28 | 0   |

- Encontros disputados

| Data     | Hora¹ | Partida   | Partida | Partida   | Resultado |
| -------- | ----- | --------- | ------- | --------- | --------- |
| 12.12.05 | 17:00 | Alemanha  | -       | França    | 32 - 26   |
| 12.12.05 | 19:00 | Brasil    | -       | Roménia   | 33 - 35   |
| 12.12.05 | 21:00 | Dinamarca | -       | Ucrânia   | 28 - 28   |
| 13.12.05 | 17:00 | Roménia   | -       | Alemanha  | 37 - 26   |
| 13.12.05 | 19:00 | Ucrânia   | -       | Brasil    | 32 - 33   |
| 13.12.05 | 21:00 | França    | -       | Dinamarca | 19 - 22   |
| 15.12.05 | 17:00 | Brasil    | -       | França    | 35 - 23   |
| 15.12.05 | 19:00 | Alemanha  | -       | Ucrânia   | 29 - 26   |
| 15.12.05 | 21:00 | Dinamarca | -       | Roménia   | 29 - 33   |

- (¹) -  Hora local de São Petersburgo (UTC +3)

## Fase final
|  | Semifinal                 | Semifinal |    |  | Final                     | Final |  |
|  |                           |           |    |  |                           |       |  |
|  | 17 / 12 / 2005 - 18:00 h. |           |    |  |                           |       |  |
|  | Rússia                    | 31        |    |  |                           |       |  |
|  | Dinamarca                 | 24        |    |  |                           |       |  |
|  |                           |           |    |  |                           |       |  |
|  |                           |           |    |  | 18 / 12 / 2005 - 17:00 h. |       |  |
|  |                           |           |    |  | Rússia                    | 28    |  |
|  |                           | Roménia   | 23 |  |                           |       |  |
|  |                           |           |    |  |                           |       |  |
|  |                           |           |    |  |                           |       |  |
|  |                           |           |    |  |                           |       |  |
|  | 17 / 12 / 2005 - 15:30 h. |           |    |  |                           |       |  |
|  | Roménia                   | 26        |    |  |                           |       |  |
|  | Hungria                   | 24        |    |  |                           |       |  |

### Classificação geral
| 1. Rússia              |
| 2. Roménia             |
| 3. Hungria             |
| 4. Dinamarca           |
| 5. Países Baixos       |
| 6. Alemanha            |
| 7. Brasil              |
| 8. Coreia do Sul       |
| 9. Noruega             |
| 10. Ucrânia            |
| 11. Croácia            |
| 12. França             |
| 13. Áustria            |
| 14. Eslovênia          |
| 15. Macedônia do Norte |
| 16. Angola             |
| 17. China              |
| 18. Japão              |
| 19. Polónia            |
| 20. Argentina          |
| 21. Costa do Marfim    |
| 22. Camarões           |
| 23. Uruguai            |
| 24. Austrália          |

### Artilheiras
| Campeonato Mundial de Handebol Femininoo de 2005 - Top 10 | Campeonato Mundial de Handebol Femininoo de 2005 - Top 10 | Campeonato Mundial de Handebol Femininoo de 2005 - Top 10 |
| --------------------------------------------------------- | --------------------------------------------------------- | --------------------------------------------------------- |
| 1                                                         | Alemanha Nadine Krause (GER)                              | 60 (15 pen)                                               |
| 1                                                         | Áustria Tatjana Logvin (AUT)                              | 60 (21 pen)                                               |
| 3                                                         | Hungria Anita Görbicz (HUN)                               | 56 (18 pen)                                               |
| 4                                                         | Alemanha Grit Jurack (GER)                                | 55 (10 pen)                                               |
| 5                                                         | Dinamarca Katrine Fruelund (DEN)                          | 54 (24 pen)                                               |
| 6                                                         | Brasil Idalina Borges Mesquita (BRA)                      | 53 (6 pen)                                                |
| 6                                                         | Coreia do Sul Woo Sun-hee (KOR)                           | 53                                                        |
| 8                                                         | Croácia Svitlana Pasicnik (CRO)                           | 52 (23 pen)                                               |
| 8                                                         | Ucrânia Olena Reznir (UKR)                                | 52 (34 pen)                                               |
| 10                                                        | Roménia Valentina Ardean-Elisei (ROM)                     | 51 (2 pen)                                                |

| Campeonato Mundial de Handebol Feminino de 2005 |
| Campeão                                         |
| ----------------------------------------------- |
| Rússia 2º Título                                |